# Republica Sovietică Odesa
Republica Sovietică Odesa (în rusă Одесская Советская Республика, în ucraineană Одеська Радянська Республіка; RSO) a fost o republică sovietică cu existență efemeră în (ianuarie–martie) 1918, incluzând teritorial, părți ale fostelor gubernii Herson și Basarabia.

## Istoric
Republica a fost proclamată în timpul invaziei bolșevice în Ucraina, cu puțin timp înainte ca forțele bolșevice să se răscoale la Kiev⁠(ru)[traduceți], iar Sfatul Țării să proclame independența Republicii Democratice Moldovenești. Organismul de conducere a fost RUMCERODul sovietic de la Odesa, format în mai 1917 la scurt timp după revoluția din februarie. După al doilea congres al RSO, președinte a fost ales Vladimir Iudovski. El a fost instalat după o lovitură de stat pro-bolșevică organizată de comisarul NarKom, Nikolai Krîlenko.
În ianuarie 1918, Iudovski a fost numit președinte al Consiliului local al Comisarilor Poporului și a format un guvern care i-a inclus bolsevici, anarhiști și membri ai partidului socialist-revoluționar. „Guvernul” sovietic, a proclamat Odesa un oraș liber și a promis supunere față de guvernul bolșevic din Petrograd. În luna următoare, guvernul a fost lichidat de Mihail Muraviov, care l-a fuzionat cu Comitetul Executiv Central al RUMCEROD.
Instabilitatea politică a dus la faptul că RSO nu a fost recunoscută de nici un alt guvern, inclusiv bolșevicii ruși, în timpul existenței sale scurte. Republica a reușit să tempereze avansul Armatei române la Nistru și să efectueze o serie de contra-atacuri. Cu toate acestea, republica a încetat să mai existe atunci când a fost lichidată de către înaintarea trupelor germane și austro-ungare la 13 martie 1918, la doar două luni de la crearea sa, fapt pecetluit în urma Tratatului de la Brest-Litovsk între Puterile Centrale, conducerea Republicii Populare Ucrainene și Sovnarkom-ului din Petrograd.

## Vezi și
- Gubernia Herson
- RUMCEROD

## Legături externe
- Istoria Ucrainei. Partea a ІІІ-a: 1917-2003
- ru  RSO pe odesskiy.com
- uc  RSO pe leksika.com.ua